# Silnik benzynowy z bezpośrednim wtryskiem

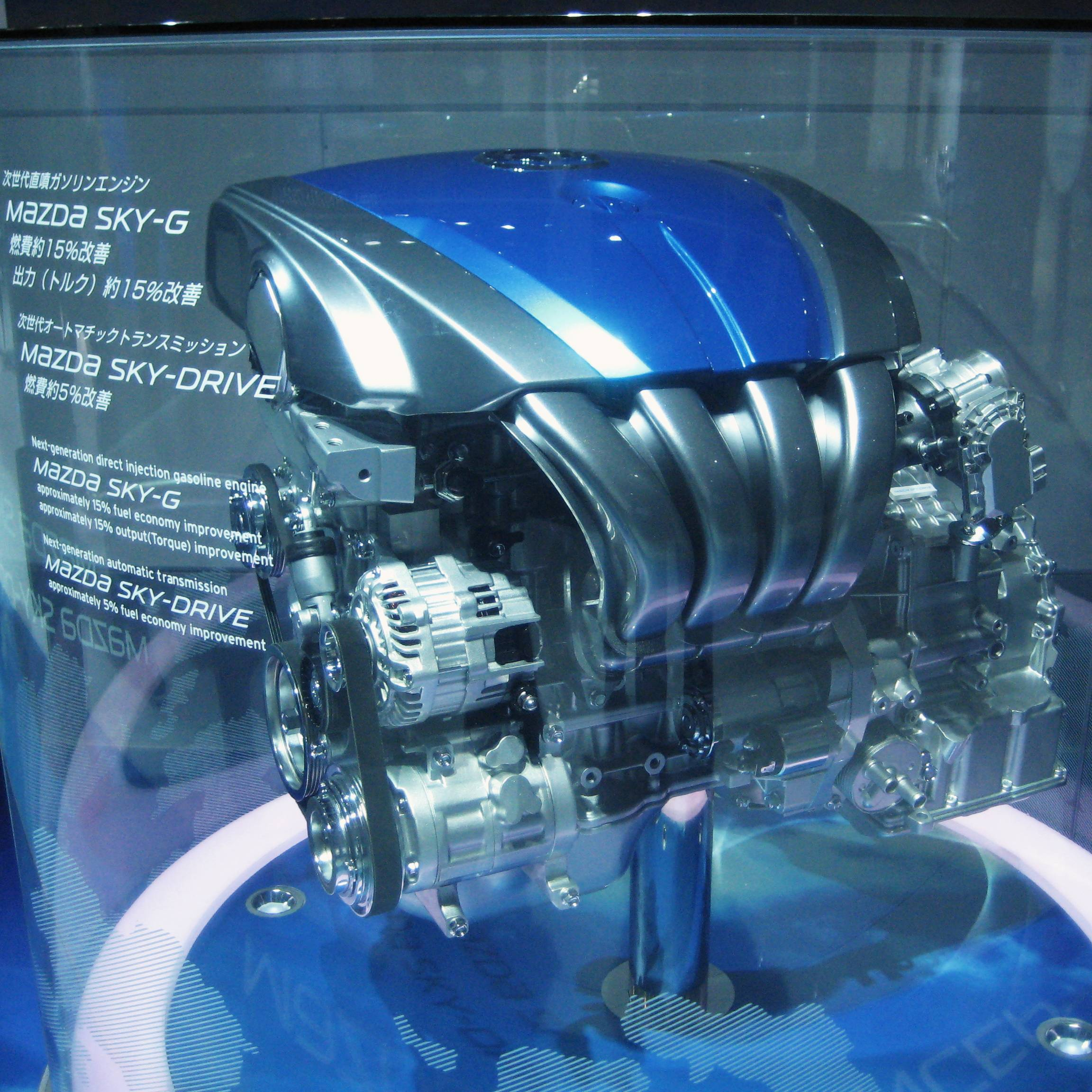
Next-Genowy silnik mazdy z bezpośrednim wtryskiem

GDI (ang. Gasoline Direct Injection, pol. Bezpośredni Wtrysk Benzyny) – jest to konstrukcyjna odmiana silnika o zapłonie iskrowym w której zastosowano wtrysk benzyny bezpośrednio do cylindra silnika iskrowego. Benzyna pod dość wysokim ciśnieniem jest wtryskiwana bezpośrednio do komory spalania każdego cylindra – inaczej niż to się dzieje w konwencjonalnym silniku z wtryskiem wielopunktowym, gdzie podanie mieszanki odbywa się do kolektora ssącego podczas suwu ssania. GDI umożliwia spalanie ładunku uwarstwionego (spalanie mieszanki ubogiej), co zmniejsza zużycie paliwa [ograniczenie emisji CO2 i szkodliwych tlenków azotu (NOx)].
Koncern Mitsubishi jako pierwszy (1995 r.) seryjnie wprowadził silnik z bezpośrednim wtryskiem paliwa do komory spalania. Twórcy silnika GDI z dumą podkreślają, że łączy on w sobie właściwości dwóch jednostek; dużą moc benzynowej, z niskim zużyciem paliwa i wysokim momentem obrotowym charakterystycznym dla silników wysokoprężnych. Obliczyli, że w stosunku do konwencjonalnego silnika benzynowego, GDI zużywa o 20% mniej paliwa, o tyle samo procent emituje mniej dwutlenku węgla i ma o 10% większą moc.

## Teoria działania
W GDI podczas suwu ssania powietrze jest doprowadzane do cylindra przez prawie pionowy (aby nabrać prędkości) kanał dolotowy, "odbijając" się od specjalnie ukształtowanego denka tłoka zostaje silnie zawirowane i gdy tłok przesuwa się do góry, wykonując suw sprężania, następuje wtrysk benzyny bezpośrednio do cylindra i w ten sposób utworzona mieszanka zapalana jest od iskry elektrycznej świecy zapłonowej. Silne zawirowane powietrze łatwiej rozpyla cząstki benzyny, tym samym jest możliwość spalania ubogich mieszanek (silnik pracuje w cyklu oszczędnym).
Prędkość obrotowa silnika jest kontrolowana przez engine management system (EMS, pol. system zarządzania silnikiem), który reguluje operacją wtrysku paliwa i czasem zapłonu, polepszając przepustowość strugi powietrza przez przepustnicę.
Jeśli mocniej naciśniemy pedał przyśpieszenia, system przestawi tryb pracy dla bardziej obciążonego silnika. Rośnie wtedy zapotrzebowanie na paliwo, które wtryskiwane jest w dwóch porcjach; pierwsza już podczas suwu ssania, natomiast druga jak w pierwszym przypadku, czyli podczas suwu sprężania. Ten system wtrysku umożliwił podniesienie stopnia sprężania do 12,5 bez ryzyka spalania stukowego i tym samym uzyskanie większej sprawności i mocy.
Dwa różne tryby pracy, zależnie od obciążenia silnika powodują, że podczas małego zapotrzebowania na moc w silniku spalamy ubogą mieszankę, (mniejsze zużycie paliwa), natomiast przy wzroście zapotrzebowania na moc spalanie większej dawki paliwa pozwala pokryć te potrzeby. Dlatego właśnie różne są opinie o ekonomii tego silnika, odnoszone do modelu Mitsubishi Carisma GDI.
W silniku GDI zastosowano wiele interesujących rozwiązań technicznych, np. dwie pompy paliwa – wysokociśnieniową (5 MPa) i drugą niskociśnieniową do dostarczania paliwa tej wysokociśnieniowej, a także świece zapłonowe z platynowymi elektrodami, które wymienia się dopiero po przejechaniu 90000 km. Ponad 200 nowych rozwiązań zastosowanych w silniku chronią patenty, najważniejsze z nich dotyczą: pionowego kanału dolotowego powietrza, wysokociśnieniowej pompy paliwa, wysokociśnieniowego wtryskiwacza i kształtu denka tłoka.
Bardziej zaawansowaną formą konstrukcyjną silnika benzynowego z bezpośrednim wtryskiem benzyny jest silnik FSI oraz jego turbodoładowane odmiany TFSI/TSI koncernu Volkswagen-Audi. Zastosowano w tym silniku katalizator wiążący tlenki azotu i regenerujący się podczas pracy na cyklu mieszanki bogatej. Zaś silnik FSI/TFSI (2.0 TFSI) otrzymało International Engine of the Year Award 2008.

## Układ GDI w samochodach Mitsubishi
W tym układzie zastosowano:
- pionowy kanał dolotowy, którym dostarczana jest większa ilość powietrza (w odróżnieniu od silnika z wtryskiem do kanału dolotowego) i kierowana bezpośrednio na denko tłoka;
- wysokociśnieniową pompę paliwa (benzyna dostarczana jest do elektromagnetycznych wtryskiwaczy pod ciśnieniem 5 MPa);
- wysokociśnieniowy wtryskiwacz elektromagnetyczny, na końcu którego zainstalowany jest 'zawirowacz' powodujący silny ruch wirowy paliwa;
- zakrzywione denko tłoka, które powoduje, że powietrze przepływające przez zawór ssący zostaje kierowane do góry i wymieszane z benzyną.

W zależności od obciążenia silnik pracować może w jednym z dwóch trybów:
- tryb oszczędności – silnik z niskim i średnim obciążeniem. Benzyna wtryskiwana jest w czasie suwu sprężania. Uzyskana mieszanka paliwowo-powietrzna trafia w zagłębienie w denku, po czym jest zawirowana ku górze w stronę świecy zapłonowej. Stosunek paliwa (benzyny) do powietrza waha się między 1:30 do 1:40.
- tryb najwyższej wydajności – silnik z dużym obciążeniem. Wtrysk paliwa odbywa się w dwóch fazach. Pilotowa dawka wtryskiwana jest w suwie ssania a właściwa dawka w suwie sprężania.

Zalety silnika GDI – w porównaniu z silnikiem z układem wtryskowym do kanału dolotowego:
- większa moc [KM] i moment obrotowy [Nm];
- mniejsze zużycie paliwa;
- mniejsza zawartość tlenków azotu w spalinach;
- wyższy stopień sprężania (do ɛ = 12,5)[2].